# Tutto l'amore che mi manca
Tutto l'amore che mi manca è un album di Nada pubblicato nel 2004 dalla On The Road Music Factory.
Il disco è prodotto da John Parish ed è stato premiato come miglior album indipendente dell'anno. Contiene collaborazioni con Cesare Basile e Howe Gelb.

## Tracce
1. Chiedimi quello che vuoi – 4:48
2. Asciuga le mie lacrime – 4:28
3. Proprio tu – 3:10
4. E ti aspettavo – 4:41
5. Senza un perché – 2:45
6. Piangere o no – 4:13
7. Ti Troverò – 4:32
8. Tutto l'amore che mi manca – 7:11
9. Quello che ho – 4:25
10. Classico – 15:15

## Formazione
- Nada – voce, cori
- Giorgia Poli – basso, cori, percussioni, pianoforte
- Cesare Basile – pianoforte, banjo, chitarra acustica, chitarra elettrica
- Marcello Sorge – batteria, percussioni
- Marcello Caudullo – chitarra elettrica, basso, pianoforte
- John Parish – chitarra acustica, slide guitar, organo Hammond, pianoforte, Fender Rhodes, chitarra elettrica
- Lorenzo Corti – chitarra elettrica, chitarra acustica, flauto
- Howe Gelb – pianoforte, cori, Fender Rhodes, chitarra elettrica
- Marta Collica – percussioni